# Geographical Society Ø
Geographical Society Ø ist eine grönländische Insel im Nordost-Grönland-Nationalpark.

## Geografie
Geographical Society Ø wird im Norden durch den Sofia Sund von Ymer Ø und im Süden durch den Vega Sund von Traill Ø abgegrenzt. Vor der schmalen Westküste verläuft der Kong Oscar Fjord mit den Inseln Ella Ø, Maria Ø und Ruth Ø. Die Größe der Insel wird mit 1716,6 km², 1741,5 km² oder 1780 km² angegeben. Die Insel erreicht eine Höhe von etwa 1700 m im Westen am Svedenborg Bjerg.

## Geologie
Im Westen besteht die Insel aus Sedimentgesteinen aus dem Devon, im Osten hingegen aus der Kreide. Dazwischen befinden sich kleinere Abschnitte aus dem Karbon und Trias.

## Geschichte
Die Insel wurde 1899 durch Alfred Gabriel Nathorst nach der Royal Geographical Society benannt, die seine schwedische Expedition mitfinanzierte.